# 박희석 (육상 선수)
박희석(1945년 12월 14일 ~ )은 대한민국의 전 여자 단거리 경주 선수로 1964년 하계 올림픽 여자 400m 릴레이에 한명희, 이학자, 송양자와 함께 대한민국 대표팀으로 출전하여 50초 01을 기록하며 이 종목에 참가한 15팀 가운데 14위(1조 7위)에 머물렀다.

## 주요 성적
- 1964년 하계 올림픽 여자 400m 릴레이 14위 (50초 01)